# Haemogregarinidae
Haemogregarinidae es una familia de protistas parásitos de los glóbulos rojos de la sangre, principalmente de vertebrados de sangre fría. Presentan un ciclo vital de dos etapas en las que parasitan el sistema digestivo de huéspedes invertebrados y las células sanguíneas de vertebrados, respectivamente.